# Johan David von Holten
Johan David von Holten, född 24 september 1814 i Göteborg, död där 15 november 1906, var en svensk godsägare och kommunalpolitiker. Han var son till grosshandlaren Johan Jacob von Holten och memoarförfattaren Beata Catharina Hummel 1784-1839 (dotter till Präst Georg Grahl och Cicilia Catharina Lidner i Landvetter) 
Johan David von Holten växte upp på det av fadern ägda Aspenäs herrgård och studerade från 1832 vid Uppsala universitet, avlade kameralexamen 1835 och hovrättsexamen 1836. Fick han dock överta faderns landeri Marieholm och valde då att lämna juridiken för att ägna sig åt jordbruket där och kommunala uppdrag i Göteborg. Von Holten skötte Marieholm fram till 1889. Han var 1857-1877 tillsyningsman i Göteborgs 6:e fattigvårdsdistrikt, ledamot av allmänna folkskoleöverstyrelsen 1858-1891 varav 1867-1871 som vice ordförande och 1872-1891 som ordförande. Därtill var von Holten 1859-1875 ledamot av Göteborgs och Bohusläns hushållningssällskaps förvaltningsutskott, 1862-1903 av styrelsen för Göteborgs bibelsällskap, 1863-1864 av direktionen för Allmänna och Sahlgrenska sjukhuset, 1863-1870 av styrelsen för Göteborgs och Bohusläns sparbank, 1866 av Göteborgs drätselkammare och 1866-1886 av Göteborgs stadsfullmäktige. Von Holten var även ordförande i styrelsen för Göteborgs fattighus och fattighuskyrkan 1870-1895, ordförande i styrelsen för Göteborgs och Bohusläns folkhögskola 1875-1878, ledamot av Göteborg fattigvårdsstyrelse 1876-1901, ordförande i styrelsen för nya småskoleseminariet 1878-1881, ledamot av styrelsen för Willingska fattigfriskolan 1878-1893 och ordförande i styrelsen för De vanföras förening 1885-1891.
Han blev 1891 mottagare av Illis Quorum